# Football Manager 2005
Football Manager 2005 è un videogioco manageriale calcistico, appartenente alla serie Football Manager. È stato sviluppato da Sports Interactive ed è uscito il 5 novembre 2004, pubblicato da SEGA
Il 12 febbraio 2004 Sport Interactive ha acquisito i diritti del gioco, dopo essersi divisi dalla casa produttrice Eidos, che produceva la serie Championship Manager e da questo momento in poi Sport Interactive ha distribuito i suoi videogiochi sotto il nome "Football Manager", mentre la serie Champioship Manager ha continuato ad esistere, solo non più sviluppata da Sports Interactive.
Il videogioco, chiamato comunemente col nome "FM 2005", ha dovuto scontrarsi direttamente con Championship Manager 5, ancora sviluppato da Eidos che ha fondato i Beautiful Game Studios ad hoc per il gioco.
Football Manager 2005 include un'interfaccia aggiornata, un motore di gioco rinnovato, un database aggiornato, le regole delle varie competizioni, informazioni pre e post-gara, notizie sui giocatori di tutto il mondo, notizie sulle coppe, clip 2D dagli agenti, resoconti sulle squadre, cessione del contratto di mutuo accordo, migliorate opzioni sui prestiti e molte altre caratteristiche. È stato messo in commercio nel Regno Unito il 5 novembre 2004 - e pochi giorni dopo in molti altri paesi nel mondo - ed è diventato il quinto gioco per PC venduto più velocemente di tutti i tempi (secondo la rivista Eurogamer). La versione per Macintosh del gioco è stata pubblicata nello stesso disco a doppio formato della versione per PC.

## Il gioco
Football Manager 2005 rispetto al precedente gioco di gestione di Sports Interactive, Championship Manager 03/04, includeva un'interfaccia utente aggiornata, un motore di gioco perfezionato, database aggiornato e regole della competizione, informazioni pre e post partita, notizie sui giocatori internazionali, riepilogo delle coppe notizie, clip 2D degli agenti, rapporti degli allenatori sulle squadre, centro per l'impiego per posizioni non giocanti, rescissione reciproca del contratto, opzioni avanzate di prestito dei giocatori, "giochi mentali" dell'allenatore e varie altre funzionalità.

## Accoglienza
Football Manager 2005 è stato messo al bando in Cina quando si è scoperto che regioni come Tibet e Taiwan erano presenti nel gioco come paesi separati. La Cina ha a lungo affermato che queste regioni erano parte del suo territorio e il motivo che ha addotto per vietare il gioco è stato che "il suo contenuto è pericoloso per il governo cinese e per la sua integrità territoriale... viola seriamente le leggi cinesi e ha raccolto forti proteste da parte dei giocatori della nostra nazione.".
Sports Interactive ha quindi rilasciato una dichiarazione in risposta, dicendo che sarebbe stata pubblicata una versione cinese del gioco (dove Taiwan risultava annesso alla Cina come voleva il governo cinese). Hanno poi dichiarato che la versione "offensiva" del gioco non era stata pubblicata in cinese perché non era pensata per essere venduta in Cina. Sports Interactive ha quindi aggiunto che i "giocatori offesi" hanno dovuto importare il gioco o scaricarlo, scriverlo su CD e venderlo illegalmente in Cina per poterci giocare.

## Problemi riguardo al copyright
A causa di molte dispute e restrizioni per il copyright, è stato necessario fare alcune modifiche ai dati del gioco, cosa che ha reso il gioco un po' meno realistico. Tra le modifiche degne di nota si annoverano:
- Il nome del famoso portiere tedesco Oliver Kahn è stato rimosso e sostituito col nome Jens Mustermann (Mustermann tradotto dal tedesco all'italiano significa "uomo semplice", un nome fittizio equivalente a Mario Rossi). Questo perché Kahn non lascia che la sua immagine o il suo nome vengano utilizzati in certi giochi per computer e si pensa che il suo nome sia stato cambiato in Jens nel gioco (il nome del suo principale rivale come portiere, Jens Lehmann) per ripicca nei confronti di Kahn.
- La nazionale tedesca, olandese e giapponese non prendono mai giocatori reali ma utilizzano sempre giocatori fittizi.
- I nomi di tutti i club della lega francese hanno dovuto essere rinominati nel nome della città che rappresentano. Per esempio, il Paris Saint-Germain è diventato Paris e l'Olympique Marseille è diventato Marseille.
- I nomi dei club della lega giapponese sono stati cambiati con nomi completamente inventati come Niitsu Unicorn e Katano Blaze.
- Il nome della J. League giapponese è stato cambiato in N-League o Nihon League.
- I nomi dei maggiori trofei europei sono stati sostituiti con nomi fittizi. La UEFA Champions League è diventata la Champions Cup, la Coppa UEFA è diventata la Euro Cup e la Coppa Intertoto è diventata la Euro Vase.

Comunque, dato che questi cambiamenti sono stati fatti su file di testo in chiaro (chiamati EDT o LNC), è facile ripristinare quasi tutte le modifiche sopra riportate, molte di queste semplicemente cancellando i file appropriati.